# الهوية التعيسة
الهوية التعيسة هو كتاب بقلم ألان فينكلكروت، نشر في أكتوبر 2013.

## نبذة
يتكون الكتاب من 229 صفحة في سبعة فصول. يبدأ الكتاب بمقدمة للسيرة الذاتية ويختتم بببليوغرافيا. بيعت أكثر من 91000 نسخة من يونيو 2016.